# Otto von Helversen
Otto von Helversen (* 9. August 1943 in Sofia; † 2. März 2009 in Erlangen) war ein deutscher Biologe.

## Leben
Der Sohn eines Diplomaten ging zunächst in München, dann in Wiesbaden zur Schule. Nach dem Abitur 1962 studierte er von 1962 bis 1968 an den Universitäten Mainz, Tübingen und Freiburg im Breisgau die Fächer Biologie und Mathematik. An der Universität Freiburg legte er mit einer Arbeit über die Honigbiene das Diplom in Biologie ab und wurde 1970 mit einer Dissertation mit dem Thema „Zur spektralen Unterschiedsempfindlichkeit der Honigbiene“ bei Bernhard Hassenstein zum Dr. rer. nat. promoviert. Nach der Promotion war von Helversen bis 1979 wissenschaftlicher Assistent in der Arbeitsgruppe von Hassenstein. Seine Habilitation erfolgte 1978. In seiner Freiburger Zeit wurde von Helversen außer von Hassenstein vor allem durch Günther Osche beeinflusst. Unter mehreren Rufen entschied er sich 1979 für den Lehrstuhl für Zoologie II an der Friedrich-Alexander-Universität Erlangen-Nürnberg, den er bis 2008 innehatte.

## Wirken
Von Helversen untersuchte neben der akustischen Kommunikation bei Insekten vor allem das Verhalten und die Ökologie von Fledermäusen.
Von seiner Forschungsgruppe wurde 2001 in Griechenland eine bisher unbekannte Fledermausart, die Nymphenfledermaus (Myotis alcathoe) beschrieben. Ferner entdeckte von Helversen gemeinsam mit Kollegen eine neue Art der Ultraviolett-Wahrnehmung bei Blumenfledermäusen. Weitere Arbeiten hat er zum Verhalten der Sackflügelfledermäuse angefertigt. Viele seiner Arbeiten entstanden zusammen mit seiner Frau Dagmar von Helversen.